# Exoprosopa abrogata
Exoprosopa abrogata är en tvåvingeart som beskrevs av Nurse 1922. Exoprosopa abrogata ingår i släktet Exoprosopa och familjen svävflugor. Inga underarter finns listade i Catalogue of Life.